# Petr Gabriel
Petr Gabriel [ˈpɛtr̩ ˈgabriɛl] (* 17. Mai 1973 in Prag) ist ein ehemaliger tschechischer Fußballspieler. In seiner aktiven Karriere war er unter anderem mit einer halbjährigen Unterbrechung von 2000 bis 2008 in der Bundesliga für den 1. FC Kaiserslautern und für Arminia Bielefeld aktiv. Ferner kam er zu zehn Länderspielen für die A-Nationalmannschaft Tschechiens.

## Karriere
Gabriel spielte in der Jugend in seiner Heimatstadt bei TJ Praga und Sparta Prag, bevor er zwischen verschiedenen tschechischen Mannschaften wechselte. 1996 kehrte er zu Rekordmeister Sparta Prag zurück und wurde mit dem Verein viermal in Folge Landesmeister und gewann zudem zweimal den Landespokal. In dieser Zeit wurde er auch tschechischer Nationalspieler und bestritt insgesamt 10 Länderspiele für die Nationalmannschaft.
2000 ging der Abwehrspieler dann ins Ausland und wechselte in die deutsche Bundesliga zum 1. FC Kaiserslautern. Durch Verletzungen zurückgeworfen, konnte er sich dort aber nie etablieren und kam in zweieinhalb Jahren nur auf sieben Bundesligaspiele, weshalb er Anfang 2003 an den FK Teplice in seine Heimat ausgeliehen wurde.
Ab der Saison 2003/04 spielte Petr Gabriel für Arminia Bielefeld. Dort stieg er nach einem Jahr 2. Bundesliga auf und gehörte seitdem zum Erstligakader der Westfalen. Am fünften Spieltag der Saison 2006/2007 schoss er bei Bielefelds 1:2-Niederlage in Bochum sein erstes Bundesligator.
Zur Saison 2008/09 wechselte Gabriel zu seinem ehemaligen Verein Viktoria Žižkov. Nach dem Abstieg des Klubs beendete er im Juni 2009 seine Laufbahn.

## Statistik
- Tschechischer Meister 1997, 1998, 1999 und 2000 mit Sparta Prag
- Tschechischer Pokalsieger 1997 und 1999 mit Sparta Prag, 2003 mit FK Teplice
- Aufstieg in die 1. Bundesliga 2004 mit Arminia Bielefeld